# Димитър Маджаров
 Тази статия е за революционера.  За компанията вижте Димитър Маджаров (компания).  
Димитър Петков Маджаров, наричан Маришки, е български революционер и войвода на Вътрешната македоно-одринска революционна организация и на Вътрешната тракийска революционна организация.

## Биография
Маджаров е роден в село Мерхамли (днес Пеплос, Гърция), Софлийско. Влиза във ВМОРО и се занимава с набиране на оръжие. По време на Илинденско-Преображенското въстание е четник в Малкотърновско и Лозенградско. През 1907 година е четник в агитационната чета на Стамат Икономов в Малкотърновско.
След Хуриета в 1908 година е сред привържениците на Яне Сандански. Основава в Мерхамли клуб на Народната федеративна партия (българска секция).
При избухването на Балканската война в 1912 година е доброволец в Македоно-одринското опълчение и служи във 2 рота на Лозенградската партизанска дружина на Михаил Герджиков.
През есента на 1913 година след оттеглянето на българските войски е начело на чета, която заедно с четата на Руси Славов, защитава българското население в Дедеагачко и Гюмюрджинско. През септември двете чети разбиват турски конвои между Дедеагач и Фере и спасяват 12000 български бежанци.
След края на Първата световна война Георги Калоянов, Димитър Маджаров и Петър Чапкънов сформират първата чета на ВТРО за действие в Западна Тракия и Родопския край. Член е на Управителното тяло на ВТРО. Делегат е от Тракийската организация в състава на българската делегация на Парижката мирна конференция, която довежда до сключването на Парижкия мирен договор от 1947 година.
Маджаров умира на 25 ноември 1949 г. в Кърджали.

## Памет
В знак на признателност в 1959 година село Дупница (Ятаджик до 1912 г.), край което през 1913 г. закриляните от четата на Д. Маджаров тракийски бежанци от Беломорието преминават с много жертви граничната тогава р. Арда, е преименувано в негова чест на Маджарово, което по-късно е обявено за град.
Морският нос Маджарово на остров Анвер в Антарктика е наименуван в чест на Димитър Маджаров, и във връзка с град Маджарово в Южна България.